# Alhué Airport
Alhué Airport är en flygplats i Chile.   Den ligger i provinsen Provincia de Melipilla och regionen Región Metropolitana de Santiago, i den södra delen av landet, 90 km sydväst om huvudstaden Santiago de Chile. Alhué Airport ligger 135 meter över havet.
Terrängen runt Alhué Airport är huvudsakligen kuperad, men den allra närmaste omgivningen är platt. Alhué Airport ligger nere i en dal. Runt Alhué Airport är det mycket glesbefolkat, med 5 invånare per kvadratkilometer.. 
I omgivningarna runt Alhué Airport växer huvudsakligen savannskog.